# Приобщаване на Украйна към Европейския съюз
Присъединяването на Украйна към Европейския съюз е в дневния ред на бъдещото разширяване на ЕС от 2022 г., когато тя кандидатства за присъединяване по ускорената процедура за разглеждане от институциите на Европейския съюз на заявления за членство, започнати по време на руско-украинската война, за да предостави статут на Украйна в близко бъдеще кандидат за присъединяване към Европейския съюз с постепенна интеграция в единния пазар на ЕС и евентуално присъединяване към ЕС.
На 28 февруари 2022 г., малко след руската инвазия, Украйна подаде молба за членство в Европейския съюз. Президентът на Украйна Володимир Зеленски поиска незабавно присъединяване съгласно „новата специална процедура“, а президентите на осем държави от ЕС призоваха за ускоряване на процеса на присъединяване. Председателят на Европейската комисия Урсула фон дер Лайен каза, че подкрепя присъединяването на Украйна, но това ще отнеме време. На 1 март 2022 г. Европейският парламент препоръча Украйна да стане официален кандидат за членство, а на 10 март 2022 г. Съветът на Европейския съюз поиска от Европейската комисия да даде становище по заявлението. На 8 април 2022 г. фон дер Лайен лично връчи законодателния въпросник на Зелен. На 17 април 2022 г. Украйна завърши работата по първата част на въпросника, а на 9 май - по втората.
На 17 юни 2022 г. Европейската комисия препоръча на Европейския съвет да предостави на Украйна статут на кандидат за присъединяване към Европейския съюз.
На 23 юни 2022 г. Европейският парламент прие резолюция, призоваваща за незабавно предоставяне на статут на кандидатка за членство в Европейския съюз на Украйна. На 23 юни 2022 г. Европейският съвет предостави на Украйна статут на кандидат за присъединяване към Европейския съюз.

## Хронология на отношенията с ЕС
Споразумението за асоцииране между Украйна и Европейския съюз беше подписано през 2014 г., след като поредица от събития, които спряха ратификацията му, завършиха с революцията в Украйна и свалянето на тогавашния четвърти президент на Украйна Виктор Янукович. Задълбочената и всеобхватна зона за свободна търговия с Украйна влезе в сила на 1 септември 2017 г. след временно прилагане от 1 януари 2016 г., а Споразумението за асоцииране влезе в сила изцяло на 1 септември 2017 г. От 11 юни 2017 г. на украинските граждани беше предоставен безвизов режим за влизане в Шенгенското пространство до 90 дни през всеки 180-дневен период. На 12 октомври 2021 г. Украйна сключи безвизов авиационен режим с ЕС.
На 24 февруари 2022 г. Русия нахлу в Украйна, което доведе до кандидатурата й за членство в ЕС. На 16 март 2022 г. Украйна се присъедини към синхронната мрежа на континентална Европа, а именно ENTSO-E.
| Дата              | Събитие |
| ----------------- | --- |
| 1991              | Декларация на Европейския съюз за Украйна. |
| 1992              | Първата среща на върха Украйна-ЕС. |
| 1993              | Беше подписано споразумение между Европейските общности и Украйна за търговия с текстилни продукти, откриване на представителство на Комисията на Европейските общности в Украйна. |
| 1994              | Върховната Рада на Украйна ратифицира Споразумението за партньорство и сътрудничество между Украйна и ЕС. |
| 1995              | Първото заседание на Съвместния комитет Украйна - ЕС, създаването на Представителството на Украйна в Европейските общности. |
| 1996              | Европейският съюз призна статута на Украйна като страна в преход. Съветът на Европейския съюз прие план за действие за Украйна. |
| 1997              | Беше подписано споразумение за търговия със стоманени продукти между Европейската общност за въглища и стомана и правителството на Украйна. |
| 1998              | С влизането в сила на Споразумението за партньорство и сътрудничество между Украйна и ЕС, Украйна официално обяви желанието си да стане асоцииран член на ЕС, прие резолюция на Кабинета на министрите на Украйна „За въвеждането на механизъм за адаптиране на украинското законодателство към законодателството на Европейския съюз“.                         |
| 1999              | ЕС потвърди намерението си да улесни присъединяването на Украйна към Световната търговска организация и стартирането на зона за свободна търговия между Украйна и ЕС. |
| 2005              | Съветът на Европейския съюз предостави на Украйна статут на държава с пазарна икономика, поредната среща на върха. |
| 5 март 2007       | Започнаха преговори за сключване на ново засилено споразумение, което да замени Споразумението за партньорство и сътрудничество. |
| 2008              | Влизане в сила на споразуменията за облекчаване на визовия режим и реадмисия между Украйна и ЕС. |
| 7 май 2009        | Украйна стана член на инициативата на ЕС за Източно партньорство |
| 16 червня 2009    | По време на заседанието на Съвета за сътрудничество ЕС-Украйна беше политически одобрена „Програмата за асоцииране ЕС-Украйна”. |
| 25 февруари 2010  | Европейският парламент одобри резолюция относно ситуацията в Украйна, която по-специално признава правото на Украйна да се присъедини към Европейския съюз. Европейската комисия също получава мандат да работи по „пътна карта“ за безвизово пътуване между Украйна и страните от ЕС.                                                                          |
| 2013              | На срещата на върха в Брюксел беше прието съвместно изявление, в което се посочва, че Украйна е "решена да спазва" условията на ЕС, за да могат страните да подпишат Споразумението за асоцииране и Зоната за свободна търговия. |
| 21 ноември 2013   | Кабинетът на министрите на Украйна реши да спре процеса на подготовка за подписване на Споразумението за асоцииране с Европейския съюз, в резултат на което започнаха масови демонстрации в цялата страна срещу спирането на процеса на евроинтеграция - Евромайдан. На 24 ноември в Киев се проведе масов протест, на който присъстваха повече от милион души. |
| 21 март 2014      | Политическата част от Споразумението за асоцииране с Европейския съюз беше подписана в Брюксел с участието на премиера Арсений Яценюк. |
| 27 юни 2014       | Петият президент на Украйна Петро Порошенко подписа втората (икономическа) част от Споразумението за асоцииране с Европейския съюз. |
| 16 септември 2014 | Европейският парламент ратифицира Споразумението за асоцииране между Украйна и Европейския съюз едновременно с Върховната Рада на Украйна (чрез телеконференция по Skype). |
| 1 ноември 2014    | Временното прилагане на Споразумението за асоцииране между Украйна и Европейския съюз влезе в сила. |
| 23 февруари 2017  | Върховната Рада на Украйна ратифицира Споразумението между правителството на Украйна и Европейския съюз за участието на Украйна в програмата COSME. |
| 13 юли 2017       | Срещата на върха Украйна-ЕС в Киев завърши процеса на ратификация на Споразумението за асоцииране между Украйна и Европейския съюз и влизането в сила на безвизовия режим между Украйна и Европейския съюз. |
| 9 юли 2018        | Проведе се 20-ата юбилейна среща на върха Украйна-ЕС. |
| 12 октомври 2021  | Европейският съюз призна статута на Украйна като страна в преход. Съветът на Европейския съюз прие план за действие за Украйна. |
| 28 февруари 2022  | Шестият президент на Украйна Володимир Зеленски подписа заявление за присъединяване на Украйна към Европейския съюз по „ускорена процедура“. |
| 1 март 2022       | Европейският парламент почти единодушно гласува в подкрепа на резолюцията, която призовава институциите на Европейския съюз да работят, за да дадат на Украйна статут на кандидат за членство в Европейския съюз. |
| 16 март 2022      | НПК Укренерго, системният оператор на електропреносната мрежа, НПК Укренерго заедно със своите европейски колеги завърши интеграцията със синхронната мрежа на континентална Европа и стана част от ENTSO-E. |
| 25 март 2022      | По време на неформалната среща на върха на Европейския съюз държавите-членки подкрепиха европейските стремежи на Украйна и поканиха Европейската комисия да представи своите заключения относно кандидатурата за членство в ЕС. |
| 8 април 2022      | Председателят на Европейската комисия връчи въпросник на Украйна за получаване на статут на кандидат. |
| 18 април 2022     | На 17 април кабинетът на президента на Украйна съобщи, че въпросникът, необходим за получаване на статут на кандидат за членство в ЕС, е попълнен. На 18 април президентът на Украйна Володимир Зеленски връчи попълнен въпросник на Мати Маасикас, ръководител на делегацията на ЕС в Украйна.                                                                 |
| 23 юни 2022       | Европейският съвет предостави на Украйна статут на кандидат за присъединяване към Европейския съюз. |

## Държавна подкрепа
На 26 февруари 2022 г. президентът на Полша Анджей Дуда призова за ускорено присъединяване на Украйна към ЕС. На 27 февруари министър-председателят на Словения Янез Янша, заедно с министър-председателя на Полша Матеуш Моравецки, в писмо до председателя на Европейския съвет Шарл Мишел предложи план за бърза интеграция на Украйна в ЕС до 2030 г.. Освен това премиерът на Словакия Едуард Гегер предложи ЕС да създаде нова специална процедура за присъединяване на Украйна към Европейския съюз, за да помогне на Украйна да стъпи на крака и да се възстанови от войната в бъдеще.
На 1 март 2022 г. президентите на осем държави-членки на ЕС (България, Чехия, Естония, Република Латвия, Република Литва, Република Полша, Словашката република и Република Словения) подписаха отворено писмо призовава Украйна да се присъедини и незабавно да се присъедини към ЕС.преговори за присъединяване. Също на този ден унгарският външен министър Петер Сиарто призова за ускорено присъединяване на Украйна към Европейския съюз.
На 9 март 2022 г. полският Сенат прие с 93 гласа "за" резолюция, призоваваща страните от Европейския съюз да подкрепят ускорения процес на присъединяване на Украйна към ЕС.
| „ | "Украинското общество недвусмислено доказа, че е готово да бъде част от обединена Европа и е готово да плати с кръв за предаността си към европейските ценности. Украинските войници, защитавайки границите на своята страна, защитават цяла Европа", пише в документа. | “ |

На 23 юни 2022 г. Европейският парламент прие резолюция, призоваваща за незабавно предоставяне на статут на кандидатка за членство в Европейския съюз на Украйна. На 23 юни 2022 г. Европейският съвет предостави на Украйна статут на кандидат за присъединяване към Европейския съюз.

## Процедура
Споразумението за асоцииране с Украйна влезе в сила през 2017 г. (и като цяло се прилага временно от 2015 г.).
В понеделник, 28 февруари 2022 г., президентът на Украйна Володимир Зеленски подписа заявление за членство на Украйна в Европейския съюз. Държавният глава подписа и съвместно изявление с председателя на Върховната Рада Руслан Стефанчук и министър-председателя на Украйна Денис Шмигал.
Президентът Володимир Зеленски се обърна към Европейския парламент във вторник, 1 март, и каза, че Украйна е доказала, че е избрала Европа и сега Европа трябва да избере Украйна и да подкрепи присъединяването й към ЕС:
| „ | „... Имаме много мотивирани хора. Борим се за правата си, свободата, за живота, а сега се борим за оцеляване и това е най-голямата ни мотивация. Но ние също се борим да бъдем равноправни членове на Европа. Вярвам, че днес показваме на всички, че сме. С нас Европейският съюз определено ще бъде по-силен. Без вас Украйна ще бъде самотна" | “ |

На 1 март Европейският парламент с огромно мнозинство (637 гласа „за“, само 13 евродепутати „против“ и 26 „въздържали се“) прие резолюция, призоваваща държавите-членки на ЕС да работят за предоставяне на статут на Украйна кандидат. Гласът на Европейския парламент обаче е препоръка.
Обикновено решението на Европейската комисия за съответствието на това приложение отнема от 15 до 18 месеца.

### Процесът на вземане на решения
- Изпращане на писмо за кандидатстване до председателството на Съвета на ЕС (в момента - Франция).
- Съветът информира държавите-членки, Европейския парламент и националните парламенти за заявлението.
- Среща от 27 министри решава официално да получи становището на Европейската комисия по заявлението (продължава от 15 до 18 месеца).

### Подготовка на страната кандидатка
- Адаптиране на собствените институции, стандарти и инфраструктура на държавата-членка за изпълнение на нейните задължения.
- Съответствие с критериите за присъединяване, включително приемането и прилагането на законодателството на ЕС.[46]

## Преговори
Преговорите за преговори все още не бяха започнали до юли 2022 г. Украйна се надяваше да започне преговори по-късно през 2022 г. чрез ускорена процедура за присъединяване.

## Обществено мнение

### В Украйна
91% от украинците подкрепят присъединяването към Европейския съюз по време на руската инвазия в Украйна през 2022 г., според анкета, проведена от социологическата група „Рейтинг„ 30-31 март 2022 г., в сравнение с 66,4% подкрепят присъединяването през февруари 2015 г.

### В Европейския съюз
Според анкета, проведена от Ifop от името на Ялтинската европейска стратегия и фондация Жан-Жорес от 3 до 7 март 2022 г., в Полша 92% от поддръжниците на присъединяването на Украйна към ЕС, в Италия - 71%, в Германия - 68%, във Франция - 62%.
Проучването на Flash Eurobarometer, проведено през април във всички страни от ЕС, показва най-голяма подкрепа за присъединяването на Украйна към ЕС в Португалия, където 87% от анкетираните го подкрепиха. Следва Естония (83%), Литва (82%), Полша (81%) и Ирландия (79%). Унгарците са най-скептични относно присъединяването на Украйна, като само 48% от анкетираните подкрепят идеята (37% против). В същото време Унгария има най-висок дял от населението, което не е решило по този въпрос - 16% (същото във Франция и Белгия).